# Assens Station
Assens station var en jernbanestation i Assens på Fyn. Stationen var endestation på Assensbanen, der forbandt byen med Tommerup på den fynske hovedbane.
Stationen åbnede sammen med de andre stationer på Assensbanen i 1884. Den blev tegnet af Niels Peder Christian Holsøe, der var blevet hovedarkitekt for DSB i 1880. Forud for udnævnelsen havde Holsøe udviklet en standardbygning bestående af en høj midterdel med to lavere dele på hver side og i nyromantisk stil. Standarden var blevet indført med opførelsen af Strib Station fra 1866. I Assens blev den udvidet med to lave tårne i italiensk stil. Holsøe tegnede også et nyt posthus, der blev opført ved siden af stationen.
Stationen blev taget ud af brug, da persontrafikken blev indstillet på Assensbanen i 1965.

## Eksterne links
- Wikimedia Commons har flere filer relateret til Assens Station

55°16′09″N 9°53′29″Ø / 55.26921°N 9.89144°Ø